# Cantone di Liffré
Il Cantone di Liffré è una divisione amministrativa dell'arrondissement di Rennes.
A seguito della riforma approvata con decreto del 18 febbraio 2014, che ha avuto attuazione dopo le elezioni dipartimentali del 2015, è passato da 8 a 9 comuni.

## Composizione
Gli 8 comuni facenti parte prima della riforma del 2014 erano:
- La Bouëxière
- Chasné-sur-Illet
- Dourdain
- Ercé-près-Liffré
- Liffré
- Livré-sur-Changeon
- Saint-Sulpice-la-Forêt
- Thorigné-Fouillard

Dal 2015 i comuni appartenenti al cantone sono i seguenti 9:
- Acigné
- La Bouëxière
- Brécé
- Chasné-sur-Illet
- Dourdain
- Ercé-près-Liffré
- Liffré
- Saint-Sulpice-la-Forêt
- Thorigné-Fouillard